# Hoplosmia
Hoplosmia is een geslacht van vliesvleugelige insecten van de familie Megachilidae.

## Soorten
- H. anceyi (Pérez, 1879)
- H. bidentata (Morawitz, 1876)
- H. croatica (Friese, 1893)
- H. dido (Gribodo, 1894)
- H. distinguenda (Tkalcu, 1974)
- H. elegans Tkalcu, 1992
- H. fallax (Pérez, 1895)
- H. hermonensis Tkalcu, 1992
- H. larochei (Tkalcu, 1993)
- H. ligurica (Morawitz, 1868)
- H. olgae (Tkalcu, 1978)
- H. padri (Tkalcu, 1974)
- H. picena Tkalcu, 1999
- H. pinguis (Pérez, 1895)
- H. scutellaris (Morawitz, 1868)
- H. spinigera (Latreille, 1811)
- H. spinulosa

Gedoornde slakkenhuisbij (Kirby, 1802)
- H. tyrneri Tkalcu, 1992
- H. warnckei Tkalcu, 1992